# Morbus Chron
A Morbus Chron svéd death metal/progresszív death metal együttes volt 2007-től 2015-ig. Nevük a Morbus Crohn nevű betegség elírása.

## Története
Stockholmban alakultak. Alapító tagjai: Robert Andersson - ének, gitár, Edvin Aftonfalk - gitár, Stefan Johansson - dob. Ők akkoriban tinédzser korúak voltak. Hozzájuk csatlakozott Adam Lindmark dobos. Johansson kilépett a zenekarból, így Lindmark lett a dobos. Új basszusgitárosuk Dag Landin lett. Kiadtak egy demót, majd 2010-ben megjelent az első EP-jük. 2011-ben jelent meg az első nagylemezük a Pulverised Recordsnál. Ezután a Century Media Recordsszal kötöttek lemezszerződést. 2012-es EP-jüket már ők adták ki. 2014-ben megjelent a második nagylemezük. 2015-ben feloszlottak. Robert Andersson 2020-ban új együttest alapított Sweven néven, amely a 2014-es lemezről kapta a nevét.

## Fogadtatás
A "Swedish Death Metal" című könyv szerzője, Daniel Ekeroth szerint "míg sok metal zenekar állítja magáról, hogy úttörőek lennének, a Morbus Chron egyike azon keveseknek, akik valóban új utat törnek." Egyéb kritikusok "alapműnek" nevezték a "Sweven" albumot, a Rock Hard pedig az Entombed Left Hand Path című albumához hasonlította. Laut Robert Müller, a Metal Hammer újságírója a "retro death metal" elnevezéssel illette stílusukat, zeneileg pedig a Death Strike és a Tribulation nevű együttesekhez hasonlította őket.

## Tagok
Utolsó felállás
- Robert Andersson – ének (2007–2015), gitár (2007–2015, csak a stúdióban)
- Edvin Aftonfalk – gitár, ének (2007–2015)
- Dag Landin – basszusgitár (2008–2015)
- Adam Lindmark – dob (2010–2015), basszusgitár (2008–2010)

Korábbi tagok
- Krizze – basszusgitár (2007)
- Stefan – dob (2007–2010)

Koncerteken fellépő tagok
- Joakim Scott Andersson - gitár (2011)
- Isak Koskinen Rosemarin – gitár (2014–2015)

## Diszkográfia

### Stúdióalbumok
- Sleepers in the Rift (2011)
- Sweven (2014)

### EP-k
- Creepy Creeping Creeps (2010)
- A Saunter Through the Shroud (2012)

### Demók
- Splendour of Disease (2009)